# Hurrik

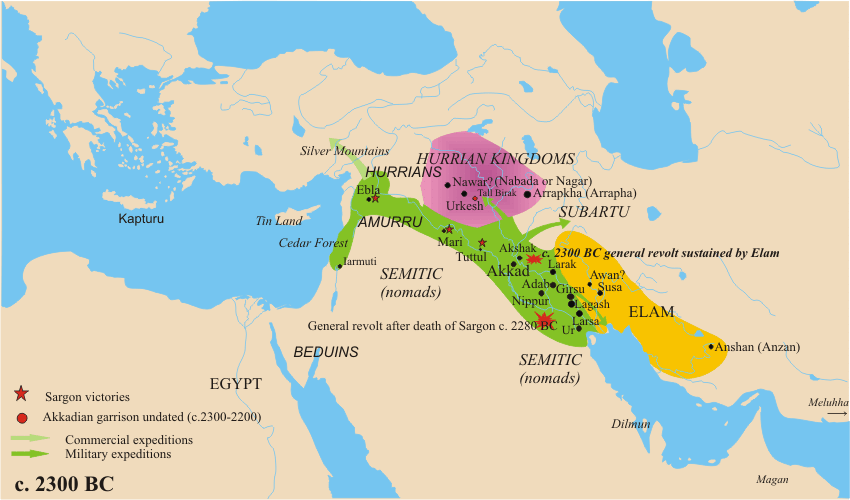
Korai hurri államok az Akkád Birodalom idején

A hurrik (bibliai horeusok), más néven hurriták (ékírással 𒄷𒌨𒊑, azaz ḫu-ur-ri, hettita ḫur-li-li nyelv 𒄯𒇷𒇷 és ḫur-la nép, héber ḥorî, ógörög Χορραίος, ugariti ḫrġ – *ḫuruγi, egyiptomi ḫ-r – *ḫuru), ókori nép Észak-Mezopotámiában. Általános feltevés szerint – amelyre azonban konkrét bizonyíték nincs – az i. e. 2. évezred első felében a Van-tó térségéből vándoroltak be későbbi lakhelyükre. Innen indították hadjárataikat Hatti, Asszíria, Szíria és Palesztina ellen. A hurrita népelemnek nagy szerepe volt Mitanni és Urartu államok kialakulásában, illetve az asszír nép létrejöttében.

## Nyelvük
Nyelvük hurri–urartui nyelvcsaládba tartozott, ahogy a hattik és urartuiak nyelve is. A nyelvcsalád népeinek őshazája Anatólia keleti része, a Kaukázus déli oldala volt, és ez volt az eurázsiai fémművesség egyik fő központja is. A hurri nyelvből néhány széleskörűen elterjedt vándorszó is ered. A magyar vas szót is egyes nyelvészek a hurri nyelv ušḫu szavára vezetik vissza,  amit a Kaukázustól északra elhelyezkedő magyarok könnyen átvehettek. Hasonló a hettita Ištānu, hurri Eštan istennevek esete is, a magyarban mint isten található meg.
Egy jellegzetes hurri szöveg Tusratta mitanni király címe: ḫurυ=ō=ǧe=nē=ve ō(m)īn=nē=ve ev[ri=n]ni, azaz a hurrik földjének ura.

## Történelmük
Az i. e. 3. évezred végén a Sumer feletti guti uralom idejéről ismert Atalsen neve, akit hurri etnikumúnak gondolnak. Urkis és Navar királyának mondta magát, azaz meglehetősen nagy birodalma volt. Templomot épített Nergal istennek. Egy másik hurri uralkodó, Tisatal, Ninua (Ninive) ura, szintén templomot emelt Nergalnak, és diplomáciai kapcsolatot létesített Su-Szín, a III. uri dinasztia királya uralkodásának harmadik évében annak egyik hadvezérével.
Később a legjelentősebb hurri államok az i. e. 15. század körül felemelkedett Mitanni és az i. e. 9. századtól Urartu voltak.

## Társadalmuk
Egy ma már elavultnak számító nézet szerint a birtokba vett területeken átalakították az uralkodó osztályt. Ezt a feltevést arra alapozták, hogy a hurri nyelv és kultúra viszonylag gyorsan terjedt és rögzült más népeknél. Így a hettiták és az asszírok esetében is. E folyamat iránya azonban még nem kellően felderített, lehetséges, hogy a hurri kultúra más népekkel egyező elemeit éppen a hurrik vették át másoktól. A földbirtokra vonatkozó hurri szabályok hasonlóak a Mezopotámia más területein tapasztalhatókkal, örökletes volt, és a földet nem lehetett eladni. Ezt a rendeletet azonban örökbefogadások és adományozások útján gyakran kijátszották.
A fentihez hasonló módon elavult nézet, hogy a harci szekér és a lótenyésztés kizárólag a hurrikhoz köthető lenne. A ló háziasítása tekintetében a történettudomány egyik előfeltevése volt az indogermán elmélet felállítása óta, hogy a lovat az indoeurópaiak terjesztették el a világon, ezért soha nem merült fel a mezopotámiai lóalkatú csontvázakkal kapcsolatban, hogy lovak lennének. Minden lószerű leletet közelebbi vizsgálat nélkül egyszerűen vadszamárként írtak le. Ma már bizonyosra vehető, hogy Mezopotámia ismerte a lovat az i. e. 3. évezred első felében is.
A gyors harci kocsihoz szükséges küllős kerék feltalásának területe az i. e. 3. évezredben az Aral-tó és az Urál közötti terület volt, ahol ekkoriban ismeretlen nevű, a nyelvelméletek szerint indoiráni népek éltek. Később ezen a területen alakult ki egyébként a lovas nomadizmus is. Innen az innovációk a Kaukázuson keresztül terjedtek el a hurrik területén keresztül Mezopotámia felé. A közvetítésben a hurrik alapvető szerepet játszottak.

## Vallásuk
Legfőbb isteneik Tessub (a vihar istene), Hebat (a Nap istennője) és Kumarbi (az istenek atyja) voltak. A hurri mitológia az akkád és asszír közvetítés révén nagyon sok ősi mezopotámiai, köztük sumer istent tartalmaz. A hurri mítoszok és legendák az i. e. 14. században a hettiták közt is erősen terjedni kezdtek. A hurrik eltűntek a történelemből nem sokkal I. Adad-nirári hadjáratát követően, de hettita közvetítéssel egyes vallási elemek eljutottak a görög mitológiába is.